# Love Boat
Love Boat (The Love Boat) è una serie televisiva statunitense prodotta tra il 1977 e il 1987 e ambientata su una nave da crociera.
In Italia è andata in onda dal 1º giugno 1980 su Canale 5. È stata trasmessa anche da numerose TV locali su tutto il territorio italiano, e negli ultimi anni, in versione restaurata, su Rai 2.

## Descrizione
La serie si svolge usualmente sulla nave Pacific Princess, in cui i passeggeri e l'equipaggio hanno avventure romantiche e divertenti. In alcune puntate furono usate navi differenti: la gemella Island Princess, la Stella Solaris (per una crociera nel Mediterraneo), la Pearl of Scandinavia (per una crociera cinese), la Royal Viking Sky (per crociere in Europa) e la Royal Princess (per una crociera ai Caraibi).
La particolarità della serie era costituita dal fatto che il cast dei passeggeri, che cambiava di puntata in puntata, era costituito da attori molto conosciuti, per la maggior parte negli Stati Uniti.
I personaggi fissi della serie erano i membri dell'equipaggio, ossia il capitano Merrill Stubing, la direttrice di crociera Julie McCoy, sostituita nelle ultime stagioni da Judy McCoy, il barista Isaac Washington, la figlia del capitano Vicky Stubing, aggiuntasi successivamente, il dottor Adam Bricker e il commissario di bordo, Burl Gopher Smith. Questi personaggi avevano ruoli e caratteri ben definiti. Il capitano, il barista e il dottore sono presenti in tutti i 249 episodi.
Un altro aspetto peculiare di Love Boat era il suo formato di scrittura: la puntata era divisa in segmenti differenti e ognuno di essi veniva scritto da un gruppo differente di autori che lavorava sul proprio gruppo di personaggi. Normalmente i segmenti erano tre: uno di essi era spesso incentrato su una coppia di passeggeri che proprio grazie alla piacevole crociera riusciva a superare la crisi matrimoniale o comunque sentimentale.

## Cast
- Gavin MacLeod – Capitano Merrill Stubing
- Bernie Kopell – Dr. Adam "Doc" Bricker
- Fred Grandy – Burl "Gopher" Smith
- Ted Lange – Barista Isaac Washington
- Lauren Tewes – Direttrice di crociera Julie McCoy (1977–1984)
- Jill Whelan – Vicki Stubing, la figlia del capitano (1979–1986)
- Pat Klous – Direttrice di crociera Judy McCoy (1984–1986)
- Ted McGinley – Ashley "Ace" Covington Evans (1984 –1986)
- Marion Ross – Emily Hayward Stubing (1986)

## Attori ospiti
Tanti gli attori ospiti che hanno interpretato il ruolo di passeggeri della nave, tra cui ricordiamo Debra Feuer, Richard Dean Anderson, Janet Jackson, David Hasselhoff, Jamie Lee Curtis, Heather Locklear, Joan Collins, Mickey Rooney, Vincent Price, Michael J. Fox, Courteney Cox, Leslie Nielsen, Tom Hanks, Ursula Andress, Kathy Bates, Zsa Zsa Gábor, Pam Grier, Lana Turner, Shelley Winters, Cab Calloway, Frankie Avalon, Gina Lollobrigida, Eleanor Parker, Lorenzo Lamas, il cantante britannico Engelbert Humperdinck e persino gruppi musicali come i Temptations e i Village People.
L'episodio numero 200, trasmesso per la prima volta il 12 ottobre del 1985, vede addirittura la partecipazione di Andy Warhol. Nello stesso episodio appaiono anche i due attori che nella sitcom Happy Days interpretavano i coniugi Cunningham, ovvero Tom Bosley e Marion Ross, quest'ultima nei panni di una casalinga del Midwest, che durante la crociera teme che il marito venga a conoscenza del suo passato oscuro e nebuloso come modella nella Factory di Warhol (che interpreta se stesso a New York), con lo pseudonimo di Marina del Rey.

## Episodi
| Stagione         | Episodi | Prima TV USA | Prima TV Italia |
| ---------------- | ------- | ------------ | --------------- |
| Prima stagione   | 25      | 1977-1978    |                 |
| Seconda stagione | 27      | 1978-1979    |                 |
| Terza stagione   | 28      | 1979-1980    |                 |
| Quarta stagione  | 28      | 1980-1981    |                 |
| Quinta stagione  | 29      | 1981-1982    |                 |
| Sesta stagione   | 29      | 1982-1983    |                 |
| Settima stagione | 27      | 1983-1984    |                 |
| Ottava stagione  | 27      | 1984-1985    |                 |
| Nona stagione    | 25      | 1985-1986    |                 |
| Decima stagione  | 4       | 1986-1987    |                 |

## La nave
La Pacific fu costruita in Europa. Acquistata dalla compagnia crocieristica Quail Cruises per essere rimessa a nuovo, dopo aver sostato per alcuni anni nel porto di Genova, il 30 luglio 2013, a causa del fallimento della compagnia crocieristica stessa, riprese il mare con rotta verso la Turchia per essere smantellata.

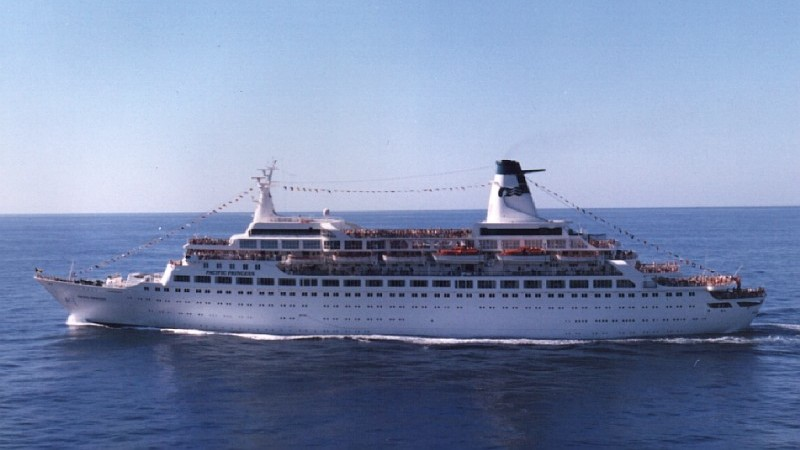
La nave da crociera Pacific Princess, set della serie televisiva

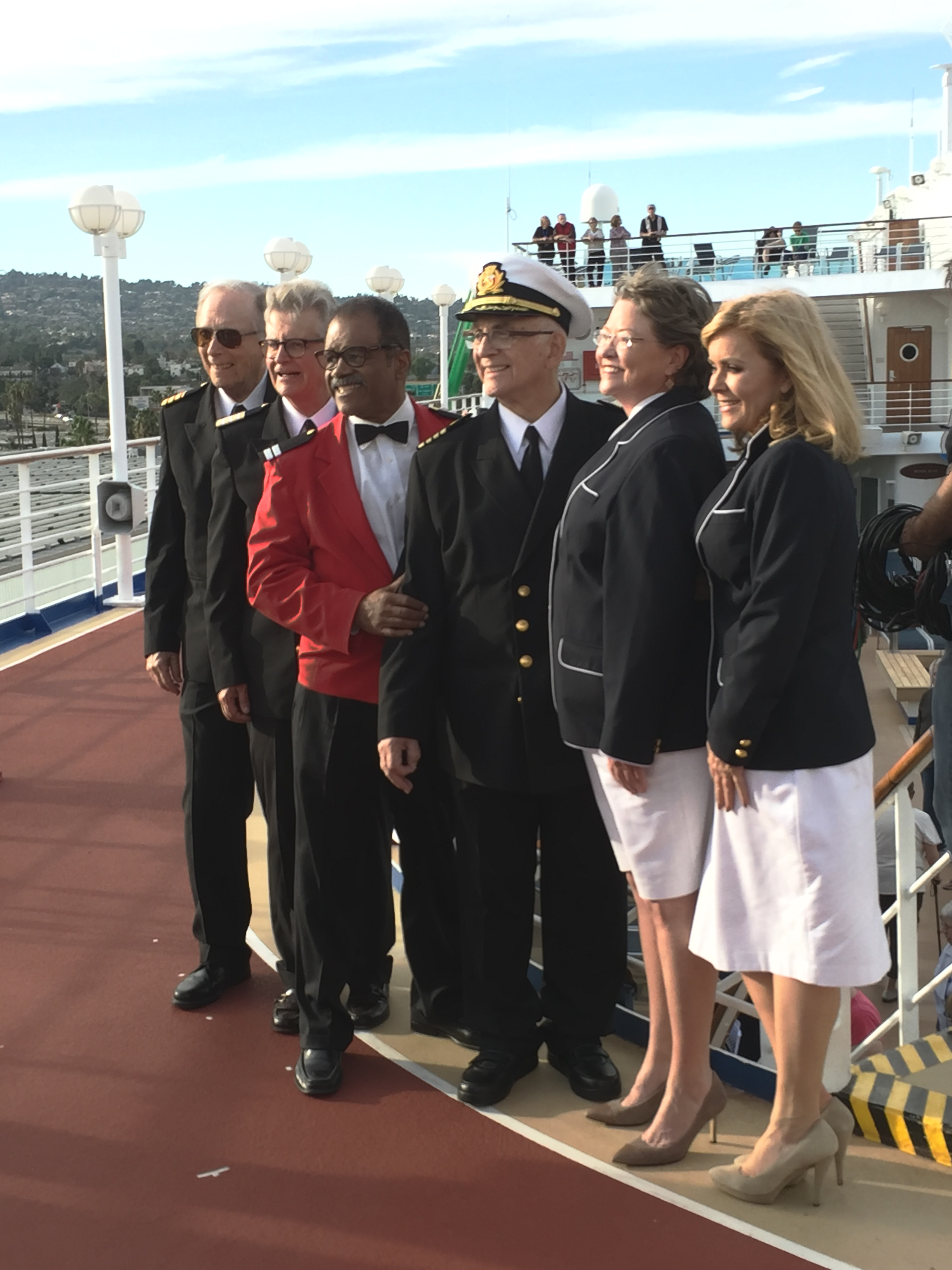
Il cast in costume, nel 2015; da sinistra: Kopell, Grandy, Lange, MacLeod, Tewes & Whelan

## Sequel e spin off
- La serie è basata sui film per la TV The Love Boat, The Love Boat II e The New Love Boat, a loro volta ispirati al romanzo di una vera direttrice di crociera: The Love Boats di Jeraldine Saunders.
- Nel 1990 venne prodotto un altro film per la TV: The Love Boat: A Valentine Voyage.
- Una seconda serie, Love Boat - The Next Wave fu realizzata tra il 1998 e il 1999. Il ruolo del protagonista venne affidato a Robert Urich come Capitano Jim Kennedy, un ufficiale della marina statunitense in pensione. Alcuni membri del cast della serie originale presero parte ad un episodio, nel quale viene rivelato che Julie Mc Coy e "Doc" Adam Bricker sono sempre stati segretamente innamorati, ma trattenuti dal fatto di essere, a quei tempi, colleghi, e al termine del quale diventano finalmente una coppia. In realtà questa relazione va in contrasto con le numerose relazioni dei due personaggi durante le varie stagioni, ma soprattutto con quanto accade in uno degli episodi speciali della serie, nel quale Julie Mc Coy si incontra nuovamente con Gopher e se ne innamora.

## Colonna sonora
- In Italia il tema iniziale è stato sostituito, dopo alcuni episodi, dalla canzone The Love Boat (Profumo di mare) cantata da Little Tony ridotta a due passaggi del solo ritornello. Divenne tanto famosa da eclissare la pur popolare sigla originale cantata da Jack Jones, reintrodotta in Italia solo nelle ultime stagioni (l'ultima stagione è stata interpretata da Dionne Warwick). La sigla originale è stata ripristinata in tutte le stagioni trasmesse dalla Rai negli anni 2010.

## Citazioni e influenze culturali
- La cantautrice australiana Kylie Minogue ha scritto ed interpretato un brano dedicato alla celebre serie televisiva, chiamato appunto Loveboat.
- La serie ebbe anche un cross-over con Charlie's Angels, altro telefilm di Aaron Spelling: l'episodio s'intitolava Gli angeli sulla nave dell'amore. In questo episodio il doppiaggio del cast di Love Boat non è affidato ai doppiatori regolari della serie.
- Gameloft nel 2019 ha creato un omonimo gioco rompicapo per Android simile a Candy Crush Saga.

## DVD
| Stagione              | Episodi | Uscita DVD Stati Uniti | Uscita DVD Italia | Uscita DVD Australia |
| --------------------- | ------- | ---------------------- | ----------------- | -------------------- |
| Stagione 1 - Volume 1 | 12      | 4 marzo 2008           | 6 maggio 2008     | 30 settembre 2008    |
| Stagione 1 - Volume 2 | 12      | 12 agosto 2008         | 26 agosto 2008    | 24 marzo 2009        |
| Stagione 2 - Volume 1 | 13      | 27 gennaio 2009        | 10 febbraio 2009  | 2 giugno 2009        |
| Stagione 2 - Volume 2 | 12      | 4 agosto 2009          | 25 agosto 2009    | 29 settembre 2009    |

### Edizione italiana
- La Stagione 1 - Volume 1 è un Digipak e comprende 3 dischi.
- La Stagione 1 - Volume 2 è un Digipak e comprende 4 dischi. È presente il film per la TV The New Love Boat che farà da apripista alla serie TV.
- La Stagione 2 - Volume 1 è una Amaray e comprende 4 dischi.
- La Stagione 2 - Volume 2 è una Amaray e comprende 4 dischi. È presente un episodio doppiato con voci diverse, forse inedito, intitolato all'interno del cofanetto Tale Padre - Tale Figlio, e Seconda Possibilità nel menù del 1º disco.

Le altre Stagioni sono tuttora inedite in questo formato.